# Ogrody zoologiczne w Polsce

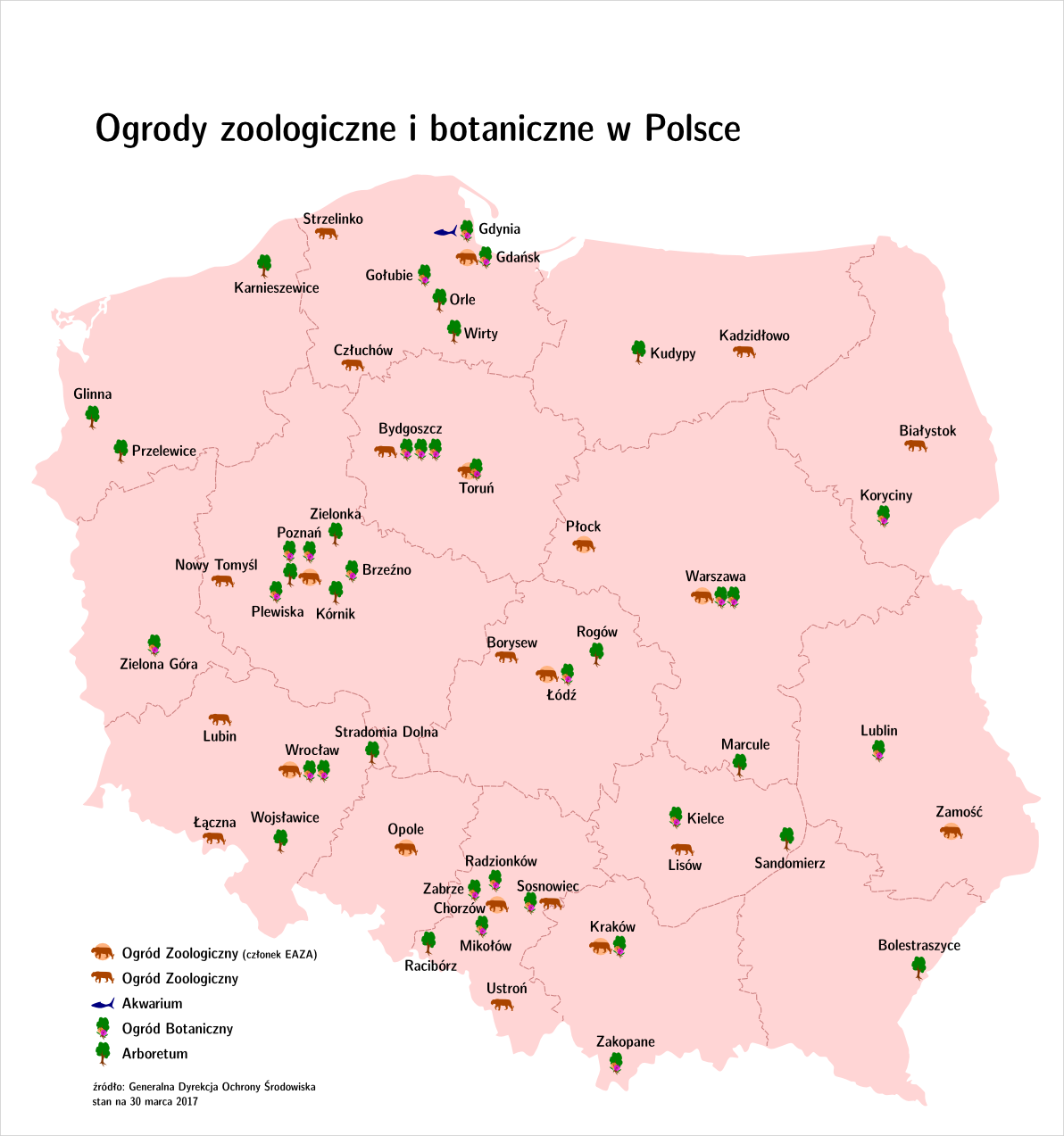
Mapa z zaznaczonymi ogrodami zoologicznymi w Polsce zarejestrowanymi przez Generalną Dyrekcję Ochrony Środowiska

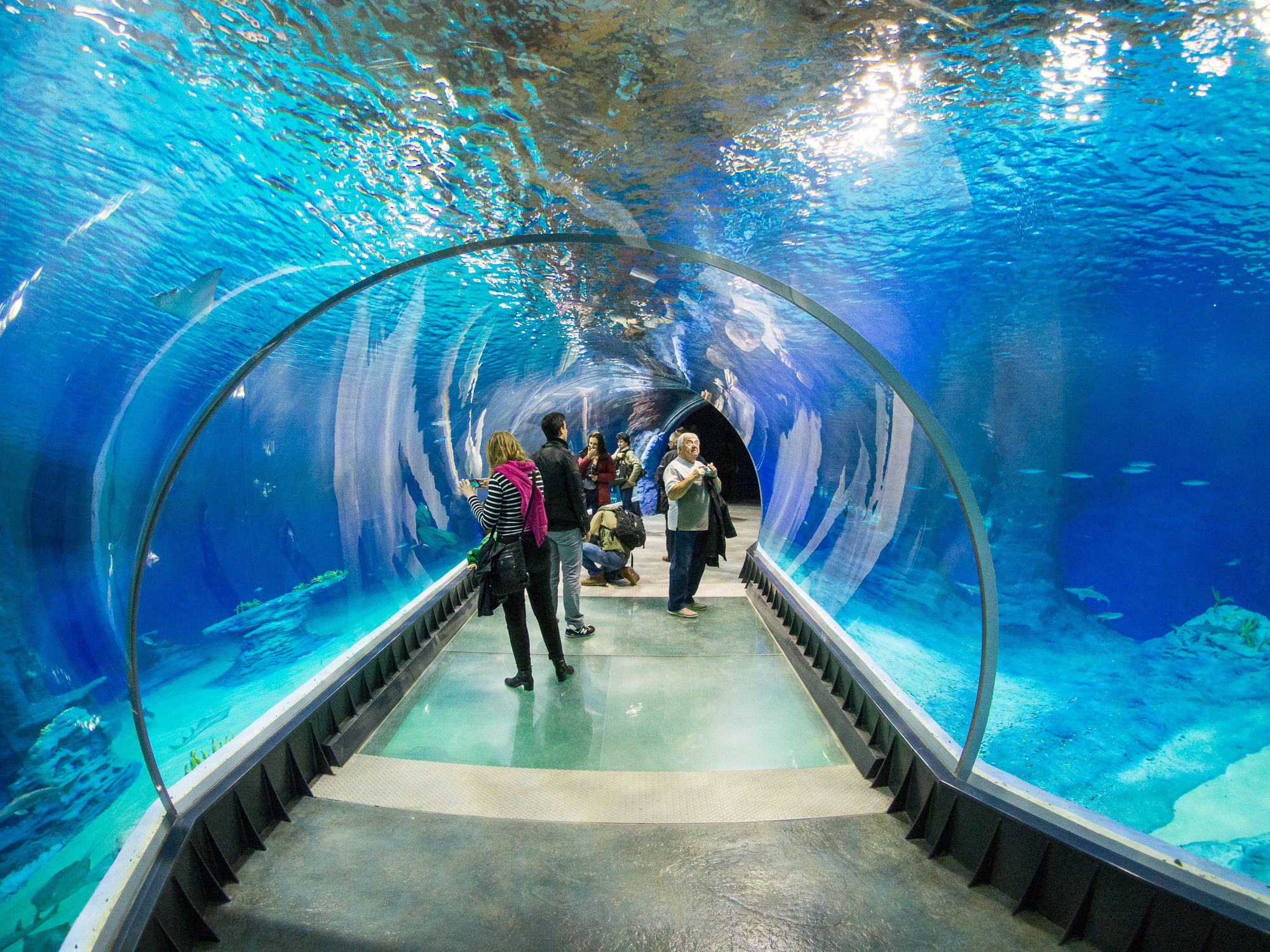
Ogród Zoologiczny we Wrocławiu - Afrykarium

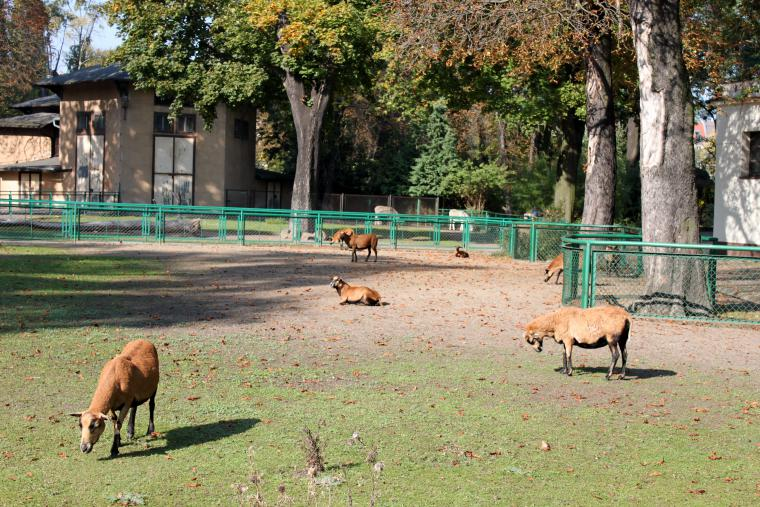
Wybieg owiec kameruńskich w Starym Zoo w Poznaniu

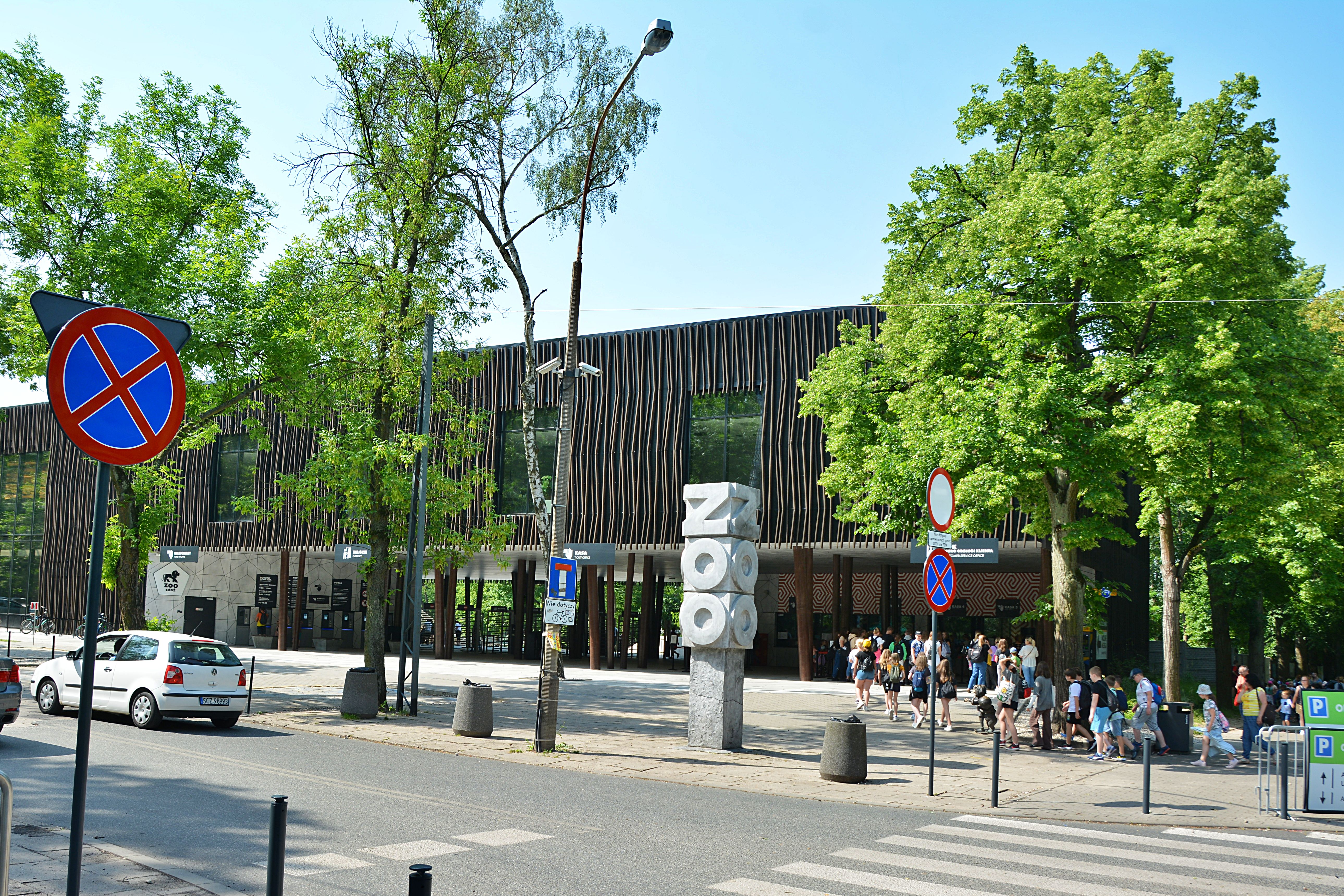
Wejście do Miejskiego Ogrodu Zoologicznego w Łodzi

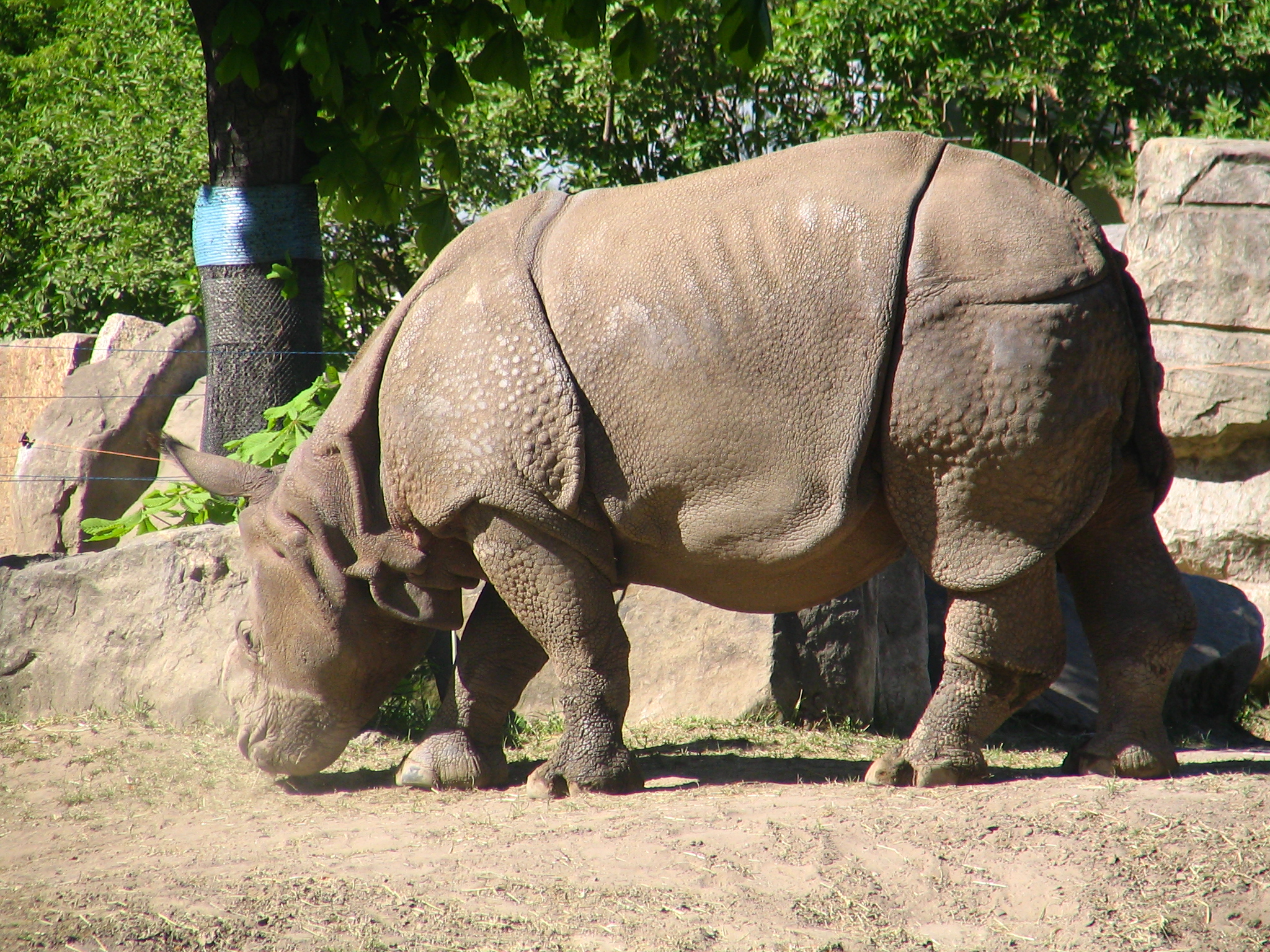
Ogród Zoologiczny w Warszawie - nosorożec pancerny

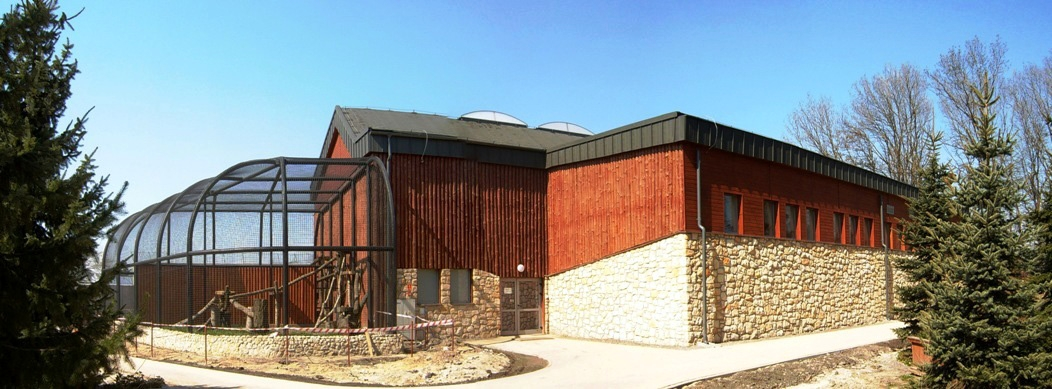
Zoo Zamość - pawilon kotowatych

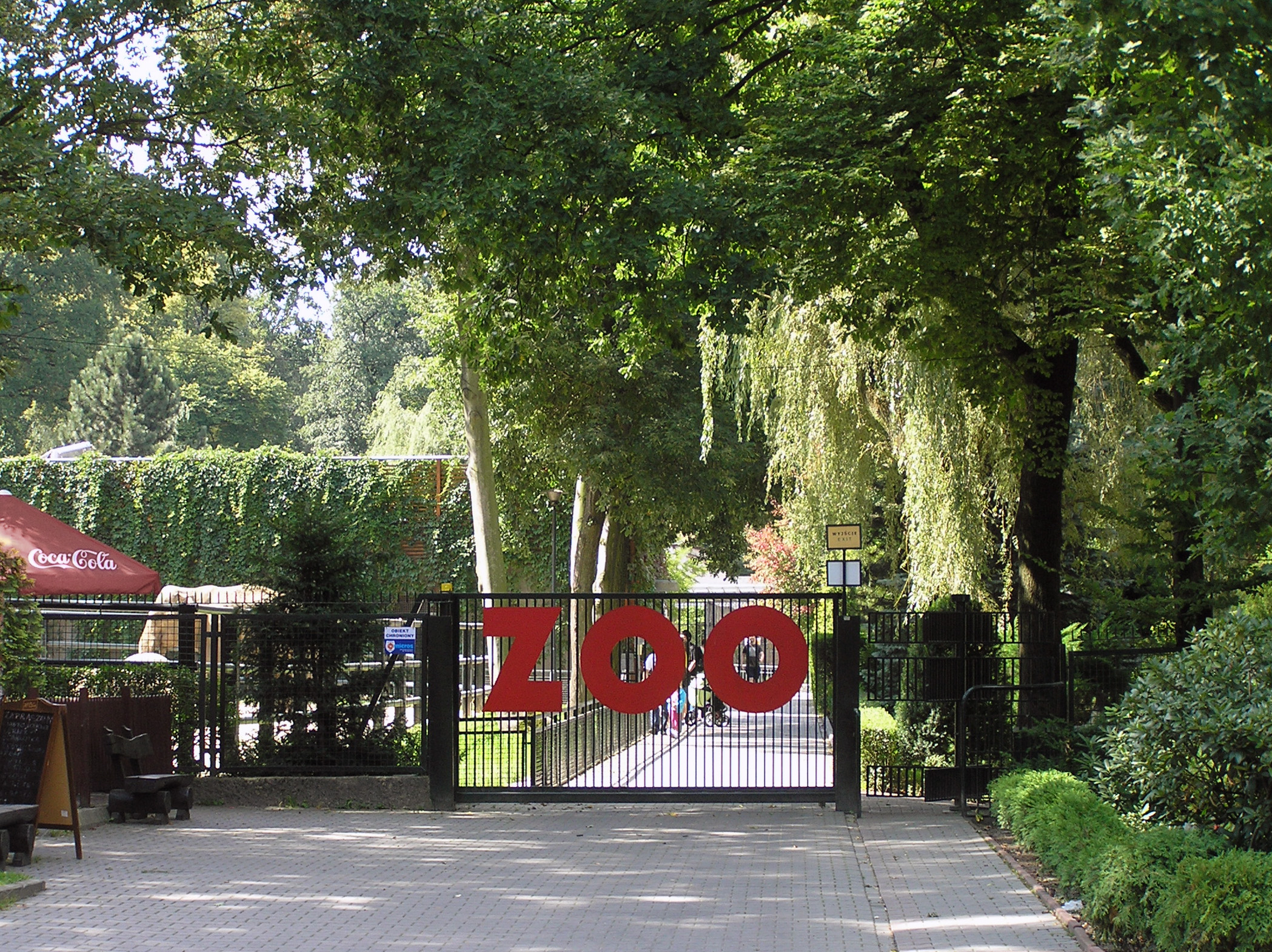
Ogród Zoologiczny w Krakowie

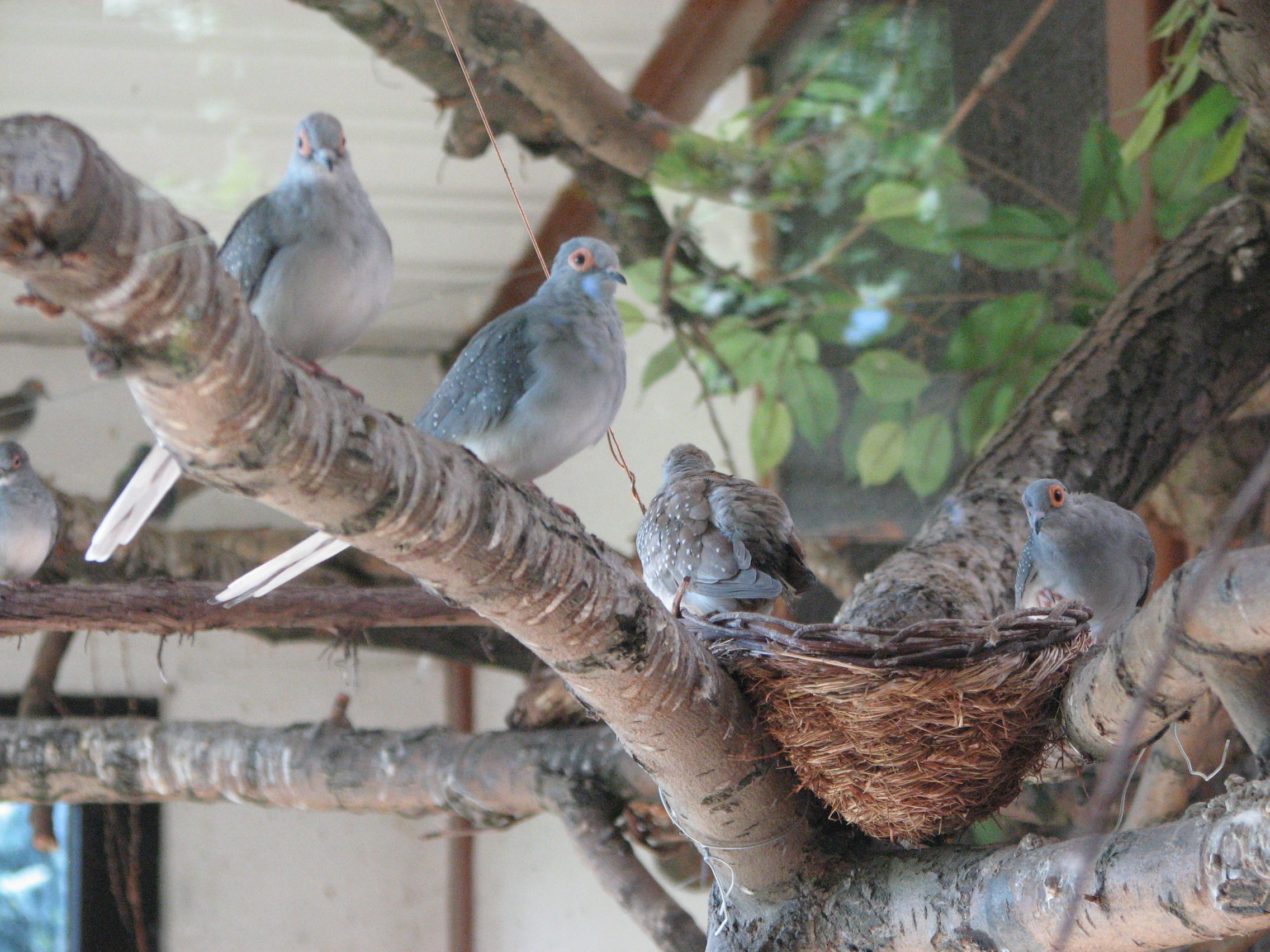
Gołąbek diamentowy - Śląski Ogród Zoologiczny

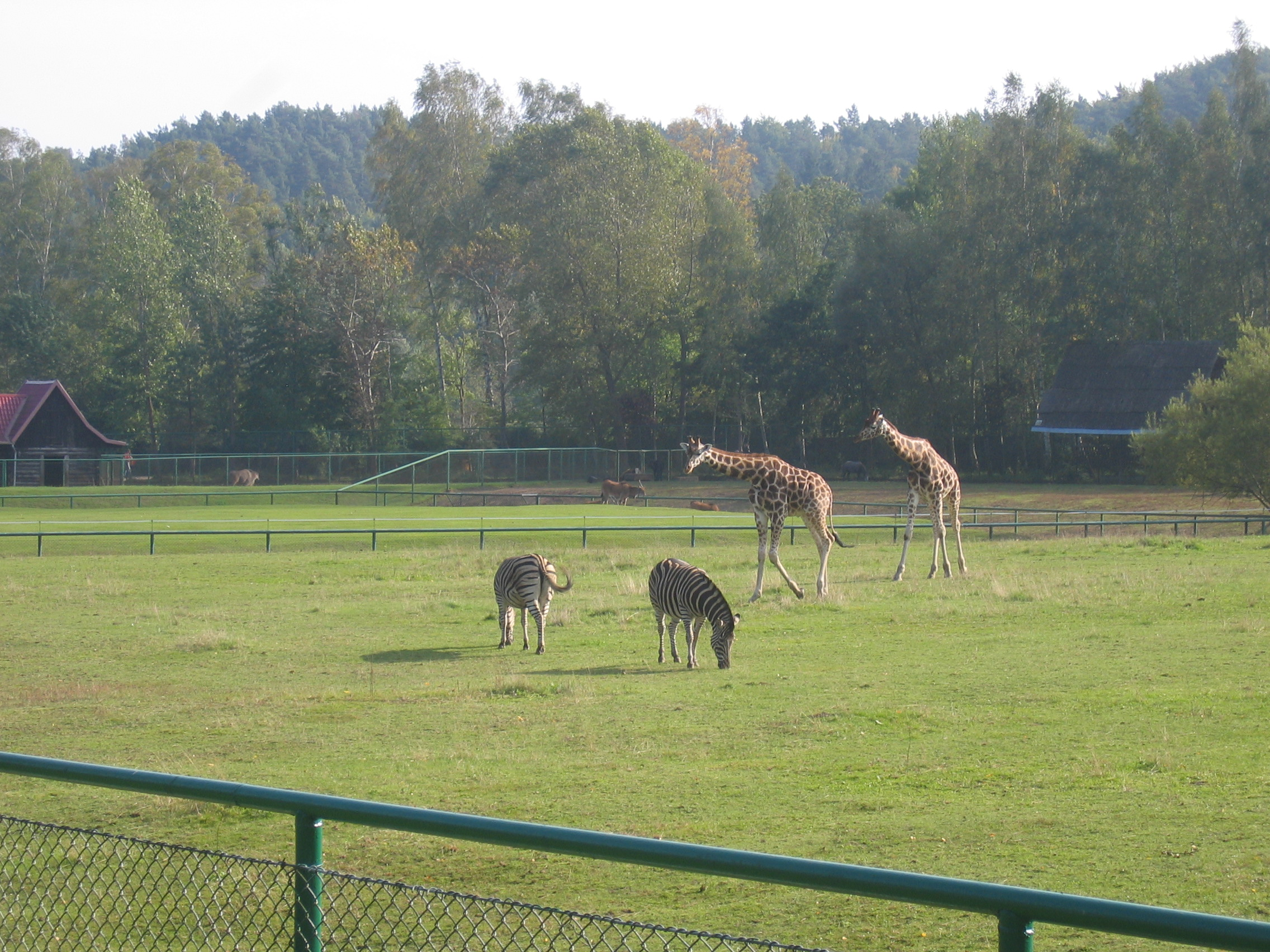
Gdański Ogród Zoologiczny w Gdańsku

Ogrody zoologiczne w Polsce. Pierwszy polski ogród zoologiczny, mający charakter naukowo-dydaktyczny, założył w 1833 w Podhorodcach Stanisław Konstanty Pietruski.

## Historia
Najstarszym ogrodem zoologicznym w Polsce jest Ogród Zoologiczny we Wrocławiu, otwarty 10 lipca 1865. Innym wiekowym ogrodem jest Ogród Zoologiczny w Poznaniu, założony w 1874, formalnie zarejestrowany w 1875.
Gdański Ogród Zoologiczny jest największą placówką tego typu w kraju. Zajmuje powierzchnię prawie 124 ha. Drugi pod względem wielkości ogród zoologiczny w Poznaniu (nowy), zajmuje powierzchnię około 121 ha.
W Polsce największą liczbę gatunków zwierząt posiada Ogród Zoologiczny we Wrocławiu, który pod tym względem znajduje się w pierwszej trójce na świecie. 
Ideę ochrony gatunków poprzez działalność ogrodów zoologicznych na terenie Polski propagowali po II wojnie światowej Hanna i Antoni Gucwińscy, byli dyrektorzy wrocławskiego zoo, którzy na antenie telewizji polskiej prowadzili popularny program Z kamerą wśród zwierząt.
26 października 2014 we wrocławskim Zoo oddano do użytku zwiedzających kompleks prezentujący ekosystemy wodne pod nazwą Afrykarium, jest to pierwszy tego typu obiekt w Polsce. 29 kwietnia 2022 w łódzkim Zoo otwarto inny kompleks zawierający słoniarnię, podwodny tunel i akwaria oraz wybiegi dla zagrożonych zwierząt pod nazwą Orientarium.

## Organizacje
Europejskie Stowarzyszenie Ogrodów Zoologicznych i Akwariów (EAZA) skupia najbardziej liczące się ogrody zoologiczne z całej Europy. 
W Polsce do EAZA należy 11 najlepszych ogrodów, spełniających normy i wymogi EAZA - w Poznaniu, Toruniu, Wrocławiu, Płocku, Warszawie, Opolu, Gdańsku, Łodzi, Krakowie, Zamościu i Chorzowie.

 Rada Dyrektorów Polskich Ogrodów Zoologicznych i Akwariów - Stowarzyszenie Dyrektorów Polskich Ogrodów Zoologicznych i Akwariów powstało w 2000 roku i jest kontynuatorem nieformalnego Zarządu Ogrodów Zoologicznych utworzonego w 1981 roku. Członkami tego Stowarzyszenia są główne polskie ogrody zoologiczne, które wyznaczają kierunki rozwoju hodowli, wystawę i ochronę dzikich zwierząt. 

W skład Rady wchodzą: Ogród Zoologiczny w Bydgoszczy, ZOO Charlotta, Śląski Ogród Zoologiczny, Gdański Ogród Zoologiczny, Akwarium Gdyńskie, Park Dzikich Zwierząt w Kadzidłowie, Ogród Zoologiczny w Krakowie, Ogród zoologiczny Leśne Zacisze, Ogród zoologiczny w Lubinie, Miejski Ogród Zoologiczny w Łodzi, Ogród Zoologiczny w Opolu, Miejski Ogród Zoologiczny w Płocku, Ogród Zoobotaniczny w Toruniu, Ogród Zoologiczny w Warszawie, Ogród Zoologiczny we Wrocławiu, Ogród Zoologiczny w Zamościu.

## Spis ogrodów
Oficjalny wykaz ogrodów zoologicznych w Polsce wydany przez Generalną Dyrekcję Ochrony Środowiska (ułożony w porządku chronologicznym):

### CzłonkowieEAZA
| nazwa                                | rok założenia | powierzchnia [ha] | liczba zwierząt | liczba gatunków |
| ------------------------------------ | ------------- | ----------------- | --------------- | --------------- |
| Ogród Zoologiczny we Wrocławiu       | 1865          | 33                | 10500           | 1132            |
| Stare Zoo w Poznaniu                 | 1874          | 4                 | 2432            | 368             |
| Ogród Zoologiczny w Opolu            | 1912          | 30                | 1000            | 227             |
| Ogród Zoologiczny w Zamościu         | 1918          | 14                | 2524            | 312             |
| Ogród Zoologiczny w Warszawie        | 1926          | 39                | 3646            | 489             |
| Ogród Zoologiczny w Krakowie         | 1929          | 17                | 1500            | 260             |
| Miejski Ogród Zoologiczny w Łodzi    | 1938          | 17                | 3350            | 677             |
| Ogród Zoologiczny w Płocku           | 1951          | 17                | 3665            | 319             |
| Ogród Zoologiczny w Gdańsku          | 1954          | 124               | 1200            | 220             |
| Śląski Ogród Zoologiczny w Chorzowie | 1954          | 47                | 2681            | 312             |
| Ogród Zoobotaniczny w Toruniu        | 1965          | 4                 | 260             | 100             |
| Nowe Zoo w Poznaniu                  | 1974          | 121               | 2432            | 368             |

### Pozostałe ogrody zoologiczne
- Egzotarium w Sosnowcu – założone w 1956
- Akcent Zoo w Białymstoku – założone w 1960
- Akwarium Gdyńskie – założone w 1971
- Ogród Zoologiczny w Nowym Tomyślu – założony w 1974
- Ogród Zoologiczny w Lesznie – założony w 1977
- Ogród Zoologiczny w Bydgoszczy – założony w 1978
- Park Dzikich Zwierząt w Kadzidłowie – założony w 2004
- Leśny Park Niespodzianek w Ustroniu – założony w 2002
- Zoo Farma w Łącznej  k. Mieroszowa – założona w 2006[10]
- Ogród Zoologiczny Dolina Charlotty w Strzelinku k. Słupska – założony w 2006
- ZOO Safari Borysew k. Poddębic – założone w 2008
- Ogród zoologiczny w Lubinie – założony w 2014[11]
- Zoo Leśne Zacisze w Lisowie k. Kielc – założony w 2016[12]
- Ogród Zoologiczny Canpol w Sieroczynie k. Człuchowa – założony w ?
- Ogród Zoologiczny w Koninie - założony w 2000
- Ogród Zoologiczny w Sosnowcu – założony w 2012

Na terenie Polski znajdują się setki zoo, zwierzyńców, mini-zoo czy też akwariów będących de facto nielicencjonowanymi, nielegalnymi ogrodami zoologicznymi.

## Pozostałe placówki
- Fokarium w Helu
- Łosiowa Dolina w Ostrzycach
- Zoo Safari w Świerkocinie k. Gorzowa Wielkopolskiego (zamknięte)[13]

## Nieistniejące ogrody zoologiczne
- Dawny Ogród Zoologiczny w Zielonej Górze
- Zoo w Śremie i Wrześni
- Ogród Zoologiczny w Bytomiu
- Ogród Zoologiczno-Botaniczny w Braniewie (jedyny ogród zoologiczny w województwie Warmińsko-Mazurskim)